# Karl Lennart Oesch

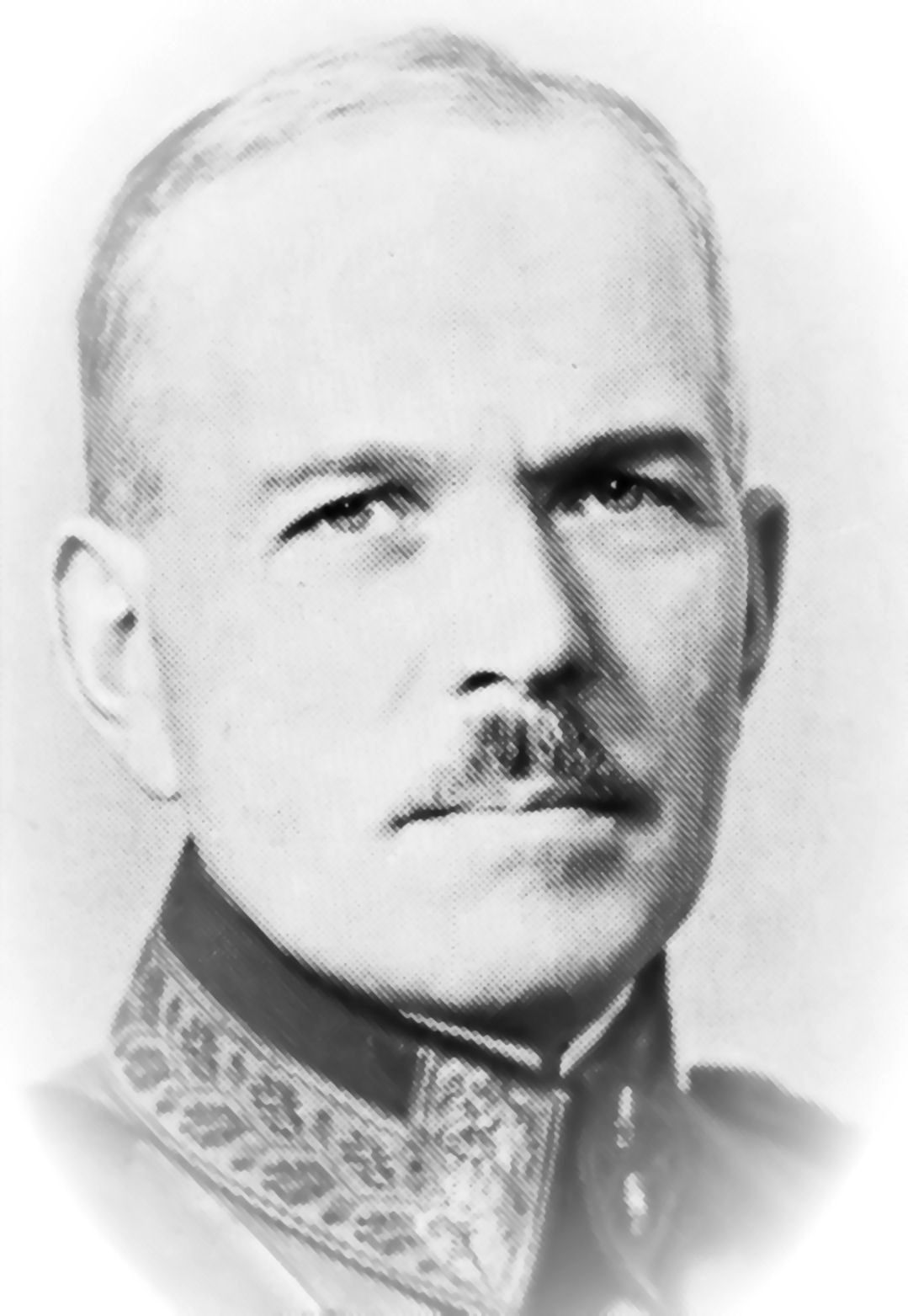
Karl Lennart Oesch 1918

Karl Lennart Oesch (* 8. August 1892 in Pyhäjärvi Vpl; † 28. März 1978 in Helsinki) war ein finnischer Generalleutnant im Zweiten Weltkrieg.
Oesch versah eine ganze Reihe von Stabs- und Kommandantenposten und am Ende des Fortsetzungskrieges von 1941 bis 1944 befanden sich rund zwei Drittel der finnischen Streitkräfte unter seiner Führung. Oesch genoss einen ausgezeichneten militärischen Ruf aufgrund seiner Fähigkeit, schwierigste Lagen zu bewältigen. In mehreren Krisen war er Feldmarschall Mannerheims letzter Trumpf.

## Herkunft und frühe Jahre
Oeschs Eltern Karl Christian und Anna Barbara Oesch-Stegmann wanderten 1880 von Schwarzenegg (Gemeinde Oberlangenegg bei Thun), Kanton Bern, in die Gemeinde Tohmajärvi, Bezirk Wyborg, ein und reüssierten in der Milchwirtschaft, namentlich in der Käseherstellung und im -handel. Karl Lennart war der jüngste von sechs Söhnen. In Sortavala besuchte er die Schule, von 1911 bis 1915 studierte er an der Universität Helsinki. 1915 trat er der finnischen Jägerbewegung bei und begab sich nach Deutschland, wo er mit weiteren Exilfinnen im 27. Königlich Preußischen Jägerbataillon zusammengefasst wurde und schließlich an der baltischen Front zur Feuertaufe gelangte. Damit die Russen nicht gewahr wurden, dass Deutschland separatistische finnische Streitkräfte aufbaute, wurde der Jägerlehrgang als „Feldmeisterausbildung der Pfadfinder“ getarnt. Oesch war Doppelstaatsbürger, indessen verzichtete er 1921 mit dem Eintritt als Berufssoldat in die finnische Armee auf das Schweizerbürgerrecht, da man im Krieg nur einem Land dienen könne, wie er sagte. 1920 heiratete er Anna Niskanen, und sie hatten zwei Kinder: Sohn Karl Christian (* 1921) und Tochter Ann-Mari (* 1922).

## Militärlaufbahn

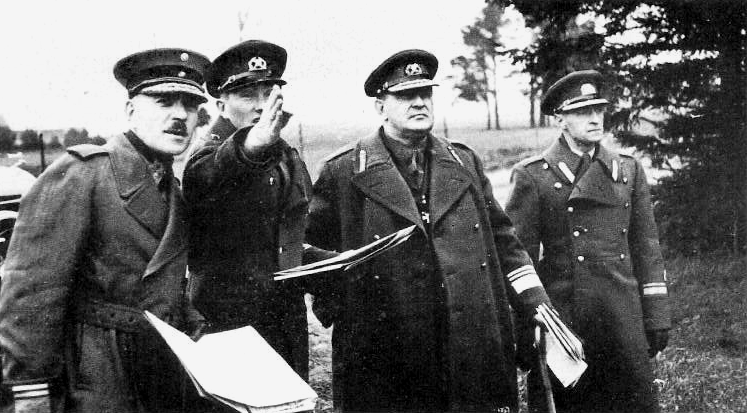
Oesch (links) zusammen mit estnischen Militärs (zweiter von rechts: Nikolai Reek) bei einer estnischen Militärübung im Oktober 1938

1918 kehrten die Jäger nach Finnland zurück und nahmen als „weiße“ Offiziere den Kampf gegen „rote“ Finnen und Bolschewiken auf. Oesch wurde als einer der ersten „Weißen“ zum Hauptmann befördert und übernahm ein Bataillon auf der „Kannas“, der Karelischen Landenge zwischen Ostsee und Ladogasee. Noch im gleichen Jahr erhielt er den Majors- und 1921 den Oberstleutnantgrad. Er wurde Berufsoffizier und besuchte von 1923 bis 1926 die französische Militärakademie Saint-Cyr. Dort beschäftigte er sich namentlich mit dem Artilleriewesen und Festungsbau, beides Kompetenzen, die ihm später äußerst nützlich wurden. Mehrere Male besuchte er die Schweiz, und es kann davon ausgegangen werden, dass er zu dieser Zeit auf die Idee kam, die eidgenössische Heeresklassierung, die dezentrale Mobilmachung sowie das Dreihundertmeterschiessen auch in Finnland einzuführen (Die finnische und die schweizerische Armee sind heute die einzigen, die ihre Soldaten auf Schiessdistanzen von 300 m trainieren). Wieder in Finnland leitete er die Kriegsakademie, und von 1930 bis 1940 amtierte er als Generalstabschef. Während dieser Zeit trieb er energisch den Bau des später als Mannerheim-Linie berühmt gewordenen Festungsgürtels auf der Kannas voran. 1936 wurde er zum Generalleutnant befördert.

## Der Winterkrieg 1939 bis 1940 und der Zwischenfriede
Als die Sowjetunion am 30. November 1939 Finnland angriff und der  Winterkrieg ausbrach, war Oesch Generalstabschef. Seine Vorbereitungen hatten sich bewährt, die finnische Armee – wenn auch ärmlich ausgerüstet – war bereit und focht einen Kampf, der durch die ganze freie Welt mit Erstaunen verfolgt wurde. Oeschs erste Stunde im Fronteinsatz schlug, als es die Rote Armee im März 1940 schaffte, die Finnen bei Wyborg über die zugefrorene Bucht zu umgehen und sich am Westufer festzusetzen. Der seit drei Tagen den Abschnitt Wyborg kommandierende Generalmajor Kurt Martti Wallenius brach nervlich und durch exzessiven Alkoholgenuss geschwächt zusammen, sodass Mannerheim ihn auf der Stelle entließ und durch Oesch ersetzte. Dieser stellte unverzüglich eine behelfsmäßige Kampfgruppe aus Reservisten der Küstengarde und hastig aus Lappland herangeführten Truppenteilen zusammen. Mit diesem Verband gelang es ihm, den Vormarsch der Roten Armee zu verlangsamen und ihr beträchtliche Verluste zuzufügen. Die Reste der finnischen Luftwaffe zerschlugen das Gros der über das Eis von Kronstadt her angreifenden sowjetischen Truppen. Er schaffte es, die Front zu begradigen und zu halten. Die Sowjetunion willigte aufgrund dieser Gewaltleistung in den Waffenstillstand vom 13. März 1940 ein. Der Marschall war von Oeschs Fähigkeiten tief beeindruckt. Auch nach Beendigung des Winterkrieges war Oesch noch einmal für mehrere Wochen Generalstabschef, dann übernahm er im April 1940 das zweite finnische Armeekorps.

## Der Fortsetzungskrieg 1941 bis 1944

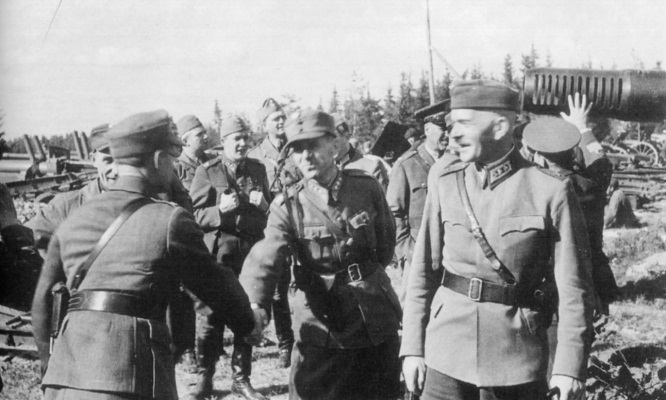
Generalleutnant Karl Lennart Oesch (rechts) im wiedereroberten Wyborg 1941

Am 22. August 1941, fast zwei Monate nach Kriegsausbruch, erhielt Oesch mit seinem vierten Armeekorps am rechten Flügel der Karelischen Armee die Erlaubnis, offensiv in den sowjetisch besetzten Wyborger Abschnitt vorzugehen. Obwohl er kurzzeitig wegen Überarbeitung ausfiel, machte sein Armeekorps rasche Fortschritte und am 29. August 1941 war Wyborg zurückerobert. In den letzten Augusttagen 1941 schlossen Oeschs Kräfte drei sowjetische Divisionen südlich von Wyborg ein. Obschon ein Teil des Gegners ausbrechen konnte, fielen den Finnen sämtliche schweren Waffen in die Hände, und am 1. September 1941 begannen die sowjetischen Truppen, sich zu ergeben. 9325 Kriegsgefangene, darunter den Kommandanten der 43. Schützendivision, Generalmajor Wladimir Wassiljewitsch Kirpitschnikow, führten die Finnen in ihre Gefangenenlager. Zudem hatten sie 7500 gefallene Sowjetsoldaten zu bestatten. Auf finnischer Seite waren 3000 Soldaten gefallen. Es war der wohl größte militärische Sieg in der finnischen Militärgeschichte.
Im März 1942 hatten die Finnen für den stationären Stellungskrieg, der letztlich bis 1944 dauerte, ihre Streitkräfte in drei große Verbänden reorganisiert, und Oesch übernahm die Kampfgruppe Olonez zwischen dem Onega- und Ladogasee. Im folgenden April wehrten Oeschs Truppen einen harten sowjetischen Angriff ab. Anschließend befestigten sie die Front und konzentrierten sich darauf, sie zu halten.

## Die sowjetische Großoffensive im Juni 1944
Am 9. Juni 1944 durchbrach die Rote Armee die finnischen Stellungen auf der Kannas. Aus sowjetischer Sicht handelte es sich um die Wyborg-Petrosawodsker Operation, welche schon in den ersten Kriegstagen zum Durchbruch bei Kuuterselkä auf der karelischen Landenge führte.
Die Gründe dafür waren:
- zu schwacher Ausbau der finnischen Stellungen auf der Kannas;
- Ablösung der 18. finnischen Division am rechten Flügel des 4. Armeekorps durch die 10. Division wenige Tage vor der sowjetischen Großoffensive;
- das Missverhältnis zwischen den effektiv vorhandenen Verbänden auf Kannas und Aunus.

Am Morgen des 14. Juni 1944 erhielt Oesch einen Anruf aus dem Hauptquartier, der ihn zum Kommandanten aller finnischen Truppen auf der finnischen Landenge machte. Die telefonische Mitteilung Mannerheims lautete: „Auf der Kannas ist die Hölle los. Gehe hin. Die Truppen unterstehen dir. Schriftlicher Befehl folgt.“ Oesch soll seine Pistole geladen haben mit den Worten: „Wenn dies misslingt, gibt es mich nicht mehr.“ Im Einsatzraum eingetroffen (am Mittag des 15. Juni), stellte er fest, dass Finnland kurz davor war, von den vorrückenden sowjetischen Truppen überrannt zu werden. Es war die kritischste Situation, welche die finnische Armee je durchlebte. Oesch leitete unverzüglich Gegenmaßnahmen ein, und Mannerheim, der sonst stets die letzte Entscheidung selbst treffen wollte, ließ ihm freie Hand. Erschwerend kam hinzu, dass Oesch nur über einen Teilstab verfügte – es mangelte an Offizieren. Unverzüglich gingen seine Truppen zum operativen Rückzug über mit dem Ziel, in einem geeigneten Schlüsselgelände den entscheidenden Schlag auszuführen. Am 20. Juni 1944 ging Wyborg verloren. Oesch schaffte es, seine Truppen (zwei Drittel der finnischen Streitkräfte) durch geschickte Aufnahmestellungen, durch hinhaltenden Widerstand und durch die laufende Eingliederung der aus Ostkarelien eintreffenden Divisionen und Brigaden zu gruppieren und damit die Front auf der VKT-Linie (Viipuri-Kuparsaari-Taipale) zu stabilisieren, zur Abwehr überzugehen und die Kampfinitiative lokal zu Gunsten der finnischen Truppen zu verändern. Diese Kämpfe wurden als Schlacht von Tali-Ihantala bekannt: In einem Gebiet von ca. 12 mal 18 Kilometern vernichteten seine Einheiten mit Panzer- und Panzerabwehrtruppen die Spitzen der heranmarschierenden sowjetischen Kräfte. Oesch hatte die Pläne seiner Gegner durchschaut und einmal mehr auf eigene Initiative gehandelt, denn entgegen Mannerheims Befehl ging er nicht aus dem Stand zum Gegenangriff über, sondern er schlug genau am richtigen Ort und mit genügend Artillerie-Unterstützung zu. Entscheidend zum finnischen Erfolg trug eine meisterhafte Infanterie- und Funkaufklärung bei. Von der geplanten Großoffensive erfuhren die Finnen am Mittag des 2. Juli 1944, als die sowjetischen Truppen auf unverschlüsselten Funk umstellten und die Absicht zur endgültigen Invasion Finnlands durchgaben. Die Eröffnung des finnischen Gegenschlags kam für die Rote Armee überraschend. Am frühen Morgen des 3. Juli 1944 zerschlugen rund 80 finnische und deutsche Bomber genau 2 Minuten vor dem für 4:00 angesetzten sowjetischen Angriff die ungedeckte sowjetische Angriffsspitze, worauf es den sowjetischen Truppen nicht mehr gelang, sich zu reorganisieren. Zudem war die finnische Infanterie mit den neuen Panzerabwehrwaffen des Typs Panzerfaust und Panzerschreck ausgerüstet worden, die sie mit verheerendem Erfolg einzusetzen wusste. Die rund 250 finnischen Geschütze feuerten mit der Unterstützung eines neuen Leitsystems des Artilleriechefs Vilho Petter Nenonen, das die rasche Erfassung neuer Ziele ermöglichte. Obwohl es den Russen gelang, das Dorf Tali einzunehmen und während des 4. Juli bis vor Ihantala durchzustoßen, ebbte der Angriff am Abend des 5. Juli auf der Höhe des Friedhofs von Ihantala ab. Zwei weitere Tage wogten die Kämpfe hin und her, doch schließlich zog die Sowjetunion ihre Truppen zurück, da sie diese für das Zurücktreiben der Deutschen bei Leningrad und an der Narwa dringend benötigte. Finnland war gerettet und noch während der Schlacht erhielt Oesch das Mannerheim-Kreuz. Tali-Ihantala war ein Verteidigungserfolg in einem ansonsten verlorenen Krieg, denn die rote Armee stand tief in Finnland. Angesichts der deutschen Niederlagen akzeptierten die Finnen noch im selben Jahr die harten sowjetischen Waffenstillstandsbedingungen, die ihnen weitere Gebietsverluste eintrugen.

## Zweifelhafte Verurteilung als Kriegsverbrecher
Nachdem Karl Lennart Oesch noch ein Jahr als Generalstabschef gedient hatte, nahm er seinen Abschied im September 1945. Die Sowjetunion verlangte nun seine Verhaftung als Kriegsverbrecher. Oesch stellte sich der Polizei, und er wurde zusammen mit anderen finnischen Schlüsselpersonen – darunter der ehemalige Staatspräsident Risto Ryti – verurteilt. Stalin wies an, dass Marschall Mannerheim nicht anzuklagen sei, während Oesch für den Tod von 17 gefangenen Sowjetsoldaten verantwortlich gemacht wurde. Er hatte während des Fortsetzungskrieges ein Reglement zum Umgang mit Kriegsgefangenen unterschrieben, das den Einsatz von Waffen bei Ungehorsam von Gefangenen erlaubte. Zwölf Jahre Gefängnis lautete das Urteil, doch nach drei Jahren wurde Oesch entlassen. Das Urteil wird von Fachleuten als höchst zweifelhaft beurteilt und der Tatvorwurf widerspricht der gemäßigten Persönlichkeit Oeschs. Indessen war es für die Finnen überlebenswichtig, dem Druck der Sowjetunion nachzukommen und den geforderten Sündenbock zu liefern.

## Oeschs späte Jahre

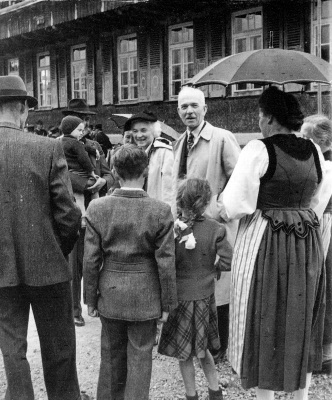
Oesch besucht seine Schweizer Verwandten im Mai 1952

Oesch soll nach seinem Sieg bei Tali-Ihantala dermaßen angesehen gewesen sein, dass er beim Ausfall von Mannerheim zu dessen Nachfolger ernannt worden wäre. Gerade deshalb scheute der 77-jährige Feldmarschall die Konkurrenz des um 26 Jahre jüngeren Oesch, und er versagte ihm die Beförderung zum General. Mannerheim wollte seinen Nimbus unangetastet bewahren, und dies ist wohl der blinde Fleck in der Persönlichkeit dieses sonst unumstrittenen Feldherrn und Staatsmannes. Oesch war bei ihm in Ungnade gefallen, wobei wohl auch Oeschs Eigenmächtigkeiten, die gewisse Fehlentscheidungen Mannerheims ausgeglichen hatten, eine Rolle gespielt haben dürften. Marschall Mannerheim wurde Staatspräsident. Ihm folgte Juho Kusti Paasikivi. Auf diesen wurde im Februar 1956 Urho Kekkonen zum finnischen Staatspräsidenten gewählt sowie 1962 und 1968 bestätigt. Kekkonen stellte die Schaffung Finnlands als Großmutsgeste des Sowjetstaates hin und wurde so zum Urheber des Begriffs „Finnlandisierung“. Er hatte bereits als Justizminister die Verhaftung Oeschs verlangt, und zu guter Letzt lud er ihn nicht mehr zum Unabhängigkeitstag ein. Auch bei seinem Ableben 1978 erhielt Oesch im Gegensatz zu Risto Ryti keine staatliche Ehrung.
Erst Anfang November 2008 fand in Helsinki eine wissenschaftliche Tagung zur Person und zum Schicksal von Karl Lennart Oesch statt. Dieser Anlass bedeutet eine späte Ehrung für ihn, den viele Zeitzeugen als den wahren Retter Finnlands im Abwehrkrieg 1944 gegen die Sowjetunion sehen. 2014 ehrte ihn die Heimatgemeinde seiner Eltern mit einem Gedenkstein.
In seinem letzten Lebensabschnitt widmete sich Oesch der Kriegsgeschichte. Er verfasste ein Buch über den Entscheidungskampf auf der Kannas, der finnischen Halbenge, und er besuchte mehrmals die Schweiz, wo sein Andenken heute noch gepflegt wird, da er sich in dieser Hinsicht klar äußerte: „Ich bin zwar in Finnland geboren, von der Herkunft aber bin ich eindeutig Schweizer.“ Besonders hatte ihm zu schaffen gemacht, dass er nicht zum General befördert worden war.

## Werke
- übersetzt von Konradin Kreuzer: Finnlands Entscheidungskampf 1944 und seine politischen, wirtschaftlichen und militärischen Folgen. Verlag Huber, Frauenfeld 1964.